# 金融岛南站
金融岛南站是郑州地铁4号线的地铁车站，位于中华人民共和国河南省郑州市郑东新区金融岛中环路与如意东路交叉口，于2022年3月1日启用。

## 车站结构
金融岛南站的主体结构位于郑州龙湖金融岛南部，金融岛中环路与如意东路交叉口地下，呈南北走向，为地下三层车站。其中B1层为金融岛中环路和设备层，B2层为站厅层，B3层为站台层。
| 1F  | 地面     | 所有出入口                                               | 所有出入口 | 所有出入口 |
| B1F | 市政道路 | 金融岛中环路                                             |            |            |
| B1F | 设备层   | 车站设备                                                 |            |            |
| B2F | 站厅     | 客服中心、自动售票机、行李检查、闸机、车站控制室、警务室 |            |            |
| B3F | █ 4号线  | 往老鸦陈方向（金融岛北）                                 |            |            |
| B3F | 岛式站台 | 至站厅                                                   |            |            |
| B3F | █ 4号线  | 往郎庄方向（龙湖南）                                     |            |            |

### 站厅
金融岛南站的站厅位于B2层，设有客服中心、自动售票机、行李检查等设施。站厅由闸机和栏杆分隔为付费区和非付费区，站厅两端为非付费区，之间经通道连接，中部为付费区，内设有自动扶梯、步梯和无障碍电梯连接站台。站厅非付费区C口通道处设有卫生间。

### 站台
金融岛南站设一座岛式站台，位于B2层，安装有高站台门。站台呈南北向，东侧站台面由4号线老鸦陈方向的列车使用，西侧站台面由4号线郎庄方向的列车使用。

### 出入口
金融岛南站已开通A、B、C三个出入口，连接地面和站厅非付费区。其中A口位于金融岛中环路北侧路边，B口位于金融岛中环路北侧的东龙科创绿谷1楼，C口则位于金融岛中环路南侧路边，无障碍电梯设于C口。
该站已开通的各出入口信息如下表所示。
| 编号                              | 指示               | 接驳交通 | 图片 |
| --------------------------------- | ------------------ | -------- | ---- |
|                                   | 金融岛中环路（北） |          |      |
|                                   | 金融岛中环路（北） |          |      |
|                                   | 金融岛中环路（南） |          |      |
| 注： 设有无障碍电梯 \| 设有卫生间 |                    |          |      |